# Scultura barocca

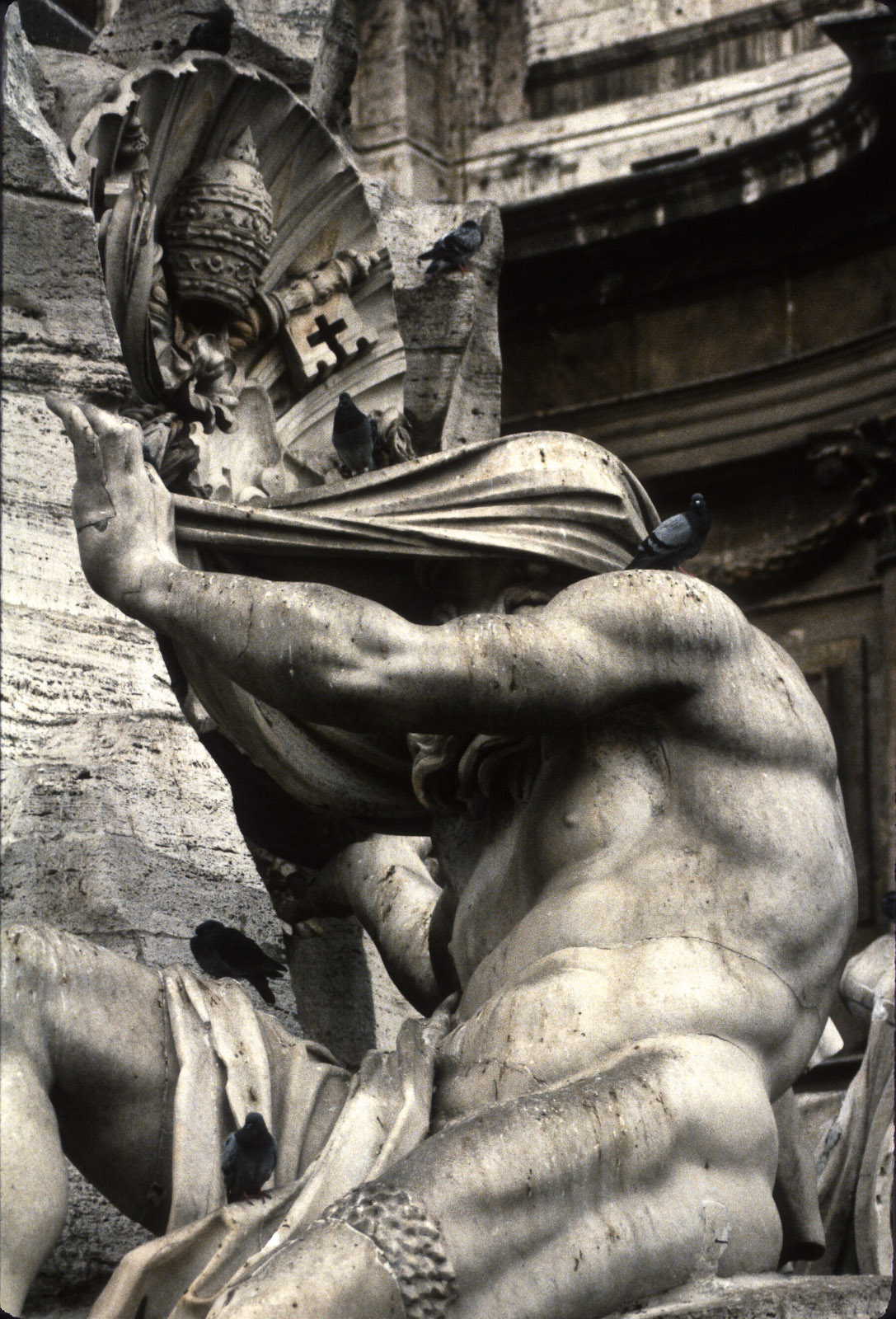
Il Nilo della Fontana dei Quattro Fiumi, di Bernini

La Scultura barocca è la scultura associata al movimento culturale barocco, nato a Roma fra gli ultimi anni del XVI secolo e il terzo decennio del Seicento.

La caratteristica comune a tutto quel movimento artistico è il linguaggio forte, viscerale, alla ricerca dell'effetto e dell'attenzione della platea: una poetica fatta per scuotere e convincere i fedeli e sudditi: gli uni dell'eternità ed inviolabilità dell'istituzione ecclesiastica; gli altri dell'enorme potenza raggiunta dai Regnanti.

Il linguaggio artistico che celebrò i due poteri si espresse con registri enfatici e roboanti, tanto più gridati quanto più la scienza dimostrava l'infinita piccolezza dell'uomo di fronte all'immensità dell'Universo.

## Elementi teorici

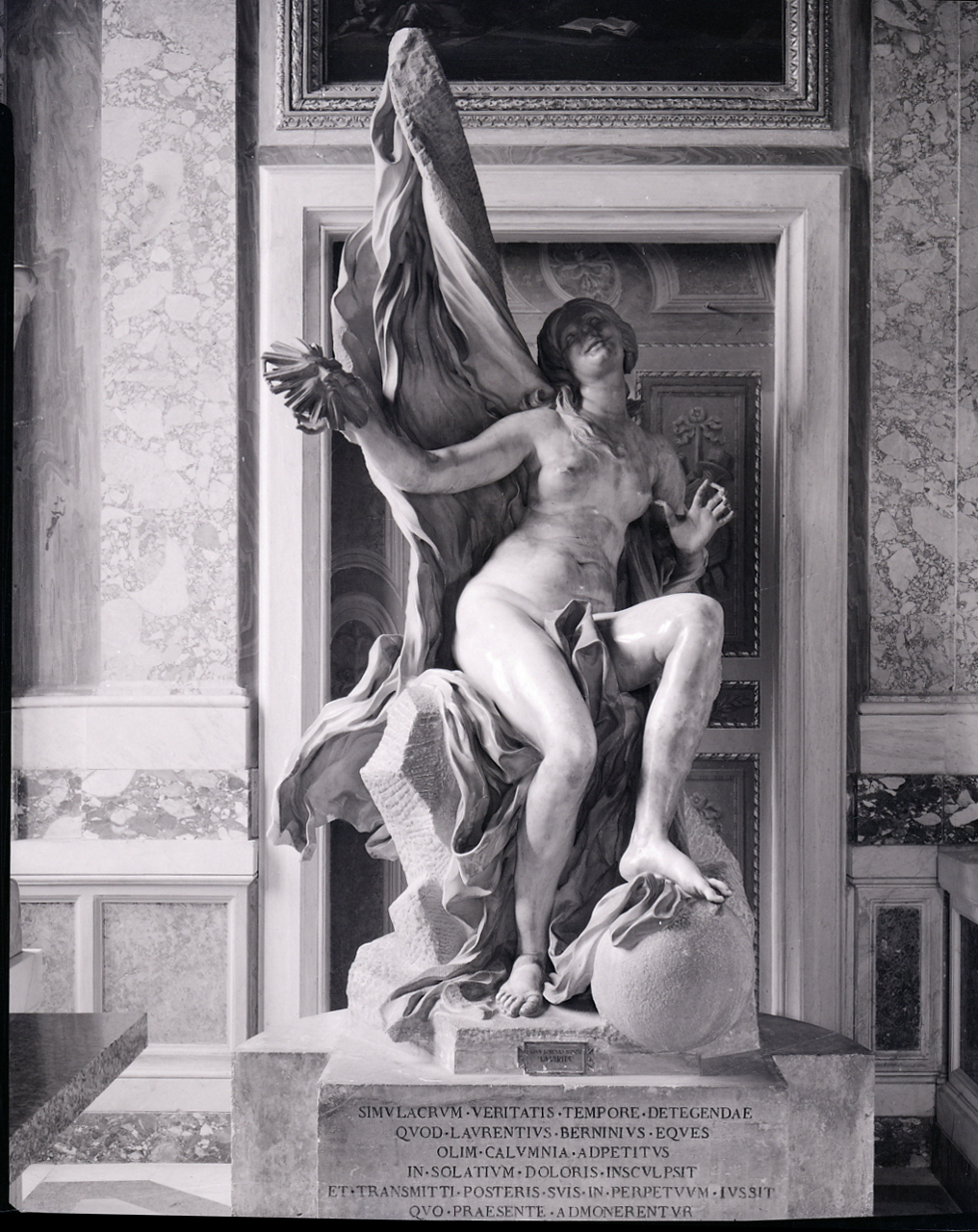
Gian Lorenzo Bernini, La Verità svelata dal tempo, scultura. Roma, Galleria Borghese. Foto di Paolo Monti.

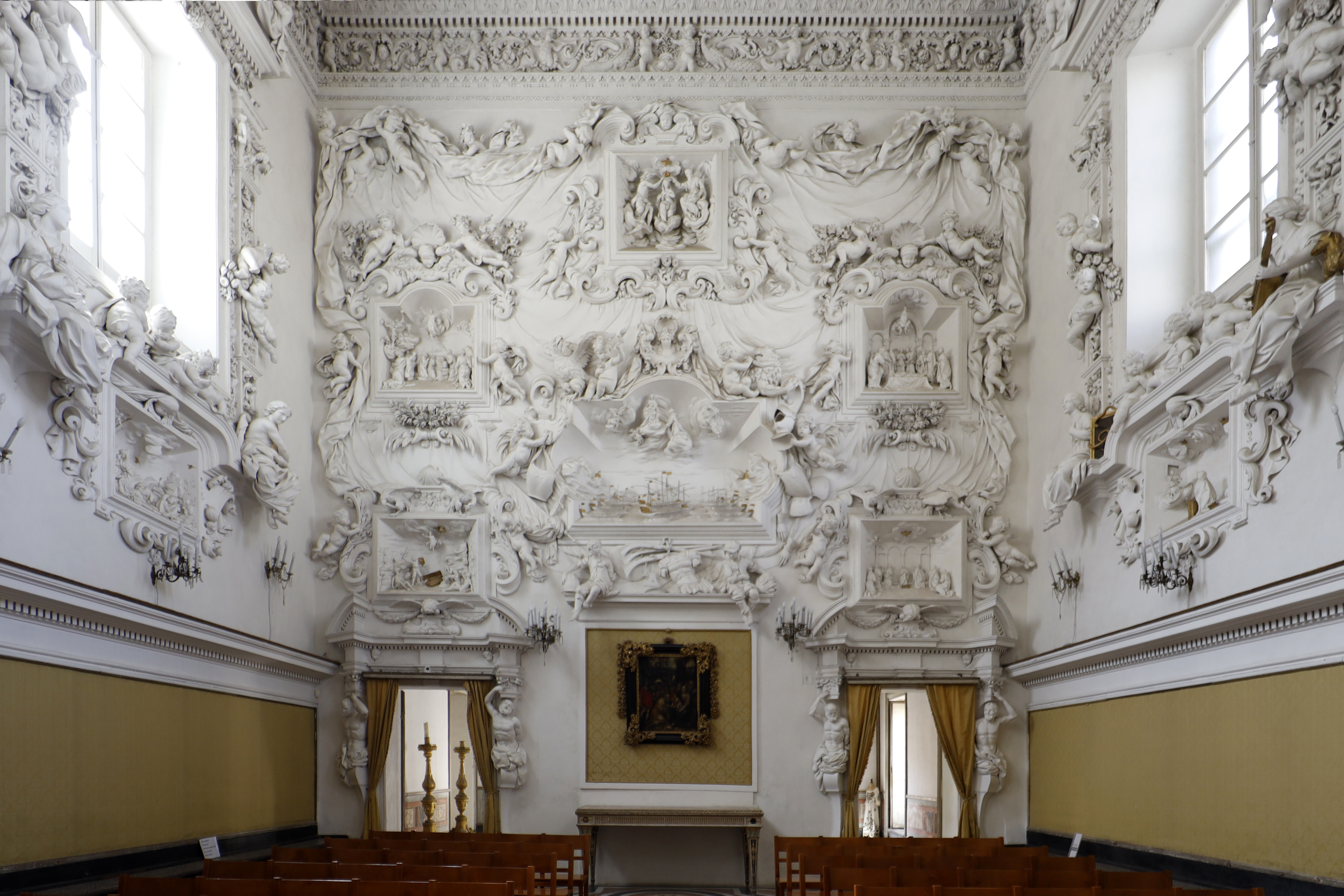
Oratorio di Santa Cita, Giacomo Serpotta

Nella scultura barocca, i gruppi di figure vennero ad assumere una nuova importanza; le forme umane, con movimento dinamico e drammatico, si muovevano a spirale intorno ad un vortice vuoto centrale, o si dirigevano verso l'esterno nello spazio circostante.

La scultura barocca aggiunse caratteristici elementi extra-scultorei, come ad esempio l'illuminazione a scomparsa, o fontane d'acqua o effetti stravaganti, come tendaggi turbinanti o brillanti dorature.

La vera e propria estetica barocca ("Barocco Pieno") fu abbracciata nell'Europa del sud, nel nord Europa  ebbe luogo una sorta di compromesso classico-barocco ("Barocco sobrio").
L'estetica barocca piena si sviluppò durante il primo periodo barocco (ca. 1600-1625) e culminò nel corso del periodo tardo (ca. 1625-1675). In entrambi i periodi l'Italia ebbe un ruolo preponderante. L'estetica barocca sobria ebbe il culmine nel corso del periodo tardo barocco (ca. 1675-1725). L'età barocca si concluse con la nascita, in Francia, dello stile rococò (ca. 1725-1800), chiamato rocaille oltralpe, in cui si calmò la violenza e il dramma del barocco in un dolce, giocoso dinamismo. I periodi tardo barocco e rococò videro come principale teatro la Francia.
Dal 1750 in poi, in Francia nacque progressivamente un movimento di ritorno al classicismo, conosciuto come neoclassicismo, in reazione contro gli eccessi del rocaille. L'estetica rococò si mantenne però fino al 1770.

## Scultori
Barocco romano
- Gian Lorenzo Bernini
- Francesco Mochi
- Stefano Maderno
- Alessandro Algardi
- François Duquesnoy
- Pietro Bracci
- Melchiorre Cafà
- Agostino Cornacchini
- Filippo della Valle
- Cosimo Fancelli
- Ercole Ferrata
- Giuliano Finelli
- Domenico Guidi
- Giuseppe Mazzuoli
- Pietro Stefano Monnot
- Antonio Raggi
- Camillo Rusconi

Barocco Genovese
- Filippo Parodi
- Domenico Parodi
- Giacomo Antonio Ponsonelli
- Anton Maria Maragliano

Barocco fiorentino
- Pietro Tacca
- Giovanni Baratta
- Domenico Pieratti
- Carlo Bartolomeo Rastrelli

Barocco veneziano
- Giovanni Maria Morlaiter

- Antonio Corradini
- Andrea Brustolon
- Bernardo Falconi
- Giusto Le Court
- Giuseppe Torretti

Barocco napoletano
- Cosimo Fanzago
- Andrea Falcone
- Nicola Fumo
- Lorenzo Vaccaro
- Domenico Antonio Vaccaro
- Giuseppe Sammartino
- Matteo Bottiglieri
- Giacomo Colombo

Barocco in Sicilia
- Giacomo Serpotta

Barocco lombardo
- Giuseppe Rusnati
- Elia Vincenzo Buzzi

Barocco Francese
- Michel Anguier
- Pierre Puget
- Antoine Coysevox
- François Girardon
- Pierre Legros
- Guillaume Coustou
- Lambert-Sigisbert Adam
- Michel-Ange Slodtz
- Guillaume Coustou, il Giovane
- François Gaspard Balthazar Adam
- Jean-Baptiste Lemoyne
- Edmé Bouchardon
- Étienne Maurice Falconet
- Jean-Baptiste Pigalle
- Augustin Pajou

Barocco tedesco
- Melchior Barthel
- Franz Xaver Messerschmidt
- Balthasar Permoser
- Giovanni Giuliani
- Lorenzo Mattielli